# Danuta Nowicka
Danuta Nowicka (nascida a 20 de julho de 1951) é uma política polaca. Ela foi eleita para o 9.º Sejm em representação do círculo eleitoral de Katowice III. Anteriormente já havia feito parte do Sejm, entre 2015 e 2019.